# Vũ Văn Hoàng hậu
Vũ Văn hoàng hậu (chữ Hán: 宇文皇后) (? - 554?) là hoàng hậu của Tây Ngụy Phế Đế (西魏廢帝) Nguyên Khâm (元欽) trong lịch sử Trung Quốc.

## Tiểu sử
Phụ thân bà là Thượng trụ nhà Tây Ngụy Vũ Văn Thái. Lúc còn nhỏ bà có năng khiếu hội họa. Bà luôn làm cho cha mình là Vũ Văn Thái cảm thấy dễ chịu.
Vào một thời điểm nào đó trong thời gian trị vì của Văn Đế, Nguyên Khâm đã lấy con gái của Vũ Văn Thái làm thái tử phi. Theo thuật lại, ông đã rất sủng ái Vũ Văn thái tử phi, và không có thê thiếp nào.

## Hoàng hậu
Năm 551, Tây Ngụy Văn Đế qua đời. Nguyên Khâm lên ngôi (tức Tây Ngụy Phế Đế). Vũ Văn thị được sắc phong hoàng hậu.
Cuối năm 553, viên quan Nguyên Liệt (元烈) đã âm mưu sát hại Vũ Văn Thái song sự việc bại lộ, và Vũ Văn Thái đã giết chết Nguyên Liệt. Sau đó, Phế Đế trở nên tức giận với Vũ Văn Thái và thường xuyên nói những lời chống lại ông ta. Phế Đế cũng bí mật lập mưu giết Vũ Văn Thái, bất chấp lời khuyên từ Lâm Hoài vương Nguyên Dục (元育) và Quảng Bình vương Nguyên Tán (元贊, cháu trai của Hiếu Vũ Đế) rằng âm mưu này quá nguy hiểm. Tuy nhiên, âm mưu của Phế Đế cuối cùng đã bị một con rể khác của Vũ Văn Thái phát hiện ra. Vũ Văn Thái đã phế truất rồi giam giữ Phế Đế, lập em trai ông là Nguyên Khuếch làm hoàng đế (tức Cung Đế). Ngay sau đó, Phế Đế bị đưa đến với cái chết. Theo Bắc sử, Vũ Văn Hoàng hậu "cũng phải chết vì bà trung thành với gia đình hoàng tộc Ngụy," song không rõ bà đã chết như thế nào và chết vào thời điểm nào.